# Мишаче
Мишаче (словен. Mišače) — поселення в общині Радовлиця, Горенський регіон, Словенія. Висота над рівнем моря: 441,1 м.